# 다이하이드록시아세톤
다이하이드록시아세톤(영어: dihydroxyacetone)은 3개의 탄소 원자가 포함된 단당류이고, 케톤기를 가지고 있는 케토스이며, 화학식은 C3H6O이다.
다이하이드록시아세톤은 선리스 태닝 제품의 성분으로 주로 사용된다. 다이하이드록시아세톤은 종종 사탕무와 사탕수수와 같은 식물 원료로부터 유래하며, 글리세롤의 발효에 의해 만들어진다.

## 화학
다이하이드록시아세톤은 흡습성의 흰색 결정성 분말이며, 달고 시원한 맛과 독특한 냄새가 있다. 다이하이드록시아세톤은 모든 케토스 중에서 가장 단순하며, 키랄 중심이나 광학 활성이 없다. 전형적인 형태는 이량체인 2,5-비스(하이드록시메틸)-1,4-다이옥세인-2,5-다이올이며, 물과 에탄올에 서서히 용해된다. 새로이 준비되면, 용액에서 단량체로 빠르게 되돌아간다.
단량체는 물, 에탄올, 다이에틸 에테르, 아세톤, 톨루엔에 매우 잘 용해된다.
다이하이드록시아세톤과 글리세르알데하이드는 글리세롤의 약한 산화, 예를 들어 과산화 수소와 Fe2+을 촉매로 하여 제조될 수 있다. 또한 산화제로 작용하는 산소, 공기, 벤조퀴논과 함께 양이온 팔라듐계 촉매를 사용하여 상온에서 글리세롤로부터 고수율 및 선택적으로 제조될 수 있다. 글리세르알데하이드는 다이하이드록시아세톤의 구조 이성질체이다.

## 생물학
다이하이드록시아세톤의 인산화된 형태인 다이하이드록시아세톤 인산은 해당과정의 중간생성물이며, 과당 대사의 중간생성물이다.

## 이용
다이하이드록시아세톤은 1920년대에 독일 과학자들에 의해 피부 착색제로 처음 인정되었다. X선 조사 과정에서 다이하이드록시아세톤을 사용하였을 때 피부 표면이 갈색으로 변하는 것으로 나타났다.
1950년대에 신시내티 대학교의 에바 비트겐슈타인(Eva Wittgenstein)이 다이하이드록시아세톤에 대한 추가적인 연구를 수행하였다. 그녀의 연구는 다이하이드록시아세톤을 당원병을 앓고 있는 어린이들을 위한 경구약으로 사용하는 것을 포함한다. 어린이들은 다량의 다이하이드록시아세톤을 입에 넣고, 때로는 다이하이드록시아세톤을 피부에 뱉거나 흘렸다. 의료 종사자들은 다이하이드록시아세톤에 노출된지 몇 시간만 지나면 피부가 갈색으로 변한다는 것을 알아냈다.
에바 비트겐슈타인은 실험을 위해 다이하이드록시아세톤 용액을 자신의 피부에 칠했다. 그녀는 지속적으로 색소 침착 효과를 재현할 수 있었고, 다이하이드록시아세톤이 각질층 또는 죽은 피부 표면층을 통과하지 못한다는 것을 알아냈다(미국 식품의약국은 결국 이것이 완전히 사실이 아니라고 결론내렸다.). 백반증으로 고통받는 환자들을 위한 치료와 관련된 다이하이드록시아세톤의 피부 착색 효과에 관한 연구가 계속되었다.
피부 갈변 효과는 독성이 없으며 마이야르 반응의 결과이다. 다이하이드록시아세톤은 피부 표면의 주요 구성 성분인 케라틴 단백질의 아미노산과 화학적으로 반응한다. 서로 다른 아미노산들이 다이하이드록시아세톤과 서로 다른 방식으로 반응하여 노란색에서 갈색에 이르기까지 서로 다른 색조를 낸다. 그 결과 생성된 색소를 멜라노이딘이라고 한다. 멜라노이딘은 멜라닌의 색과 비슷하다. 멜라닌은 갈색 색소로 자외선에 노출되면 피부 아래층에 있는 멜라닌 세포가 멜라닌을 만든다.

### 포도주 양조
아세트산 세균인 Acetobacter aceti 와 Gluconobacter oxydans는 탄소원으로 글리세롤을 사용하여 다이하이드록시아세톤을 생성한다. 다이하이드록시아세톤은 글리세롤의 케톤체 생성에 의해 만들어진다. 다이하이드록시아세톤은 달콤한 에테르성을 지닌 포도주의 감각적인 품질에 영향을 줄 수 있다. 또한 다이하이드록시아세톤은 프롤린과 반응하여 "빵 껍질 같은" 냄새를 만들 수 있다. 다이하이드록시아세톤은 SO2에 결합할 수 있기 때문에 포도주의 항균 활성에 영향을 줄 수 있다.

### 선리스 태닝
코퍼톤(Coppertone, 미국의 선스크린 브랜드 이름)은 1960년대에 시장에 최초로 선리스 태닝 로션을 선보였다. 이 제품은 "퀵 탠(Quick Tan)" 또는 "QT"로 불렸다. 이것은 하루 밤 동안 태닝되는 제품으로 판매되었으며, 다른 회사들도 비슷한 제품을 판매했다. 소비자들은 손바닥에 오렌지색이 착색, 줄무늬, 착색 불량과 같은 보기 좋지 않은 효과 때문에 이러한 제품에 불만을 느끼게 되었다. QT의 경험으로 인해 많은 사람들은 여전히 선리스 태닝을 가짜 오렌지색 선탠과 연관시킨다.
1970년대에 미국 식품의약국(FDA)는 다이하이드록시아세톤을 승인된 화장품 원료 목록에 추가했다.
1980년대에는 새로운 선리스 태닝 자체가 시장에 출시되었으며 다이하이드록시아세톤 제조 공정의 개선으로 보다 자연스로운 색상과 더 나은 퇴색이 일어나는 제품이 만들어졌다. 자외선 태닝 옵션과 관련된 피해를 둘러싼 소비자의 우려는 자외선 태닝의 대안으로 선리스 태닝 제품의 인기를 더욱 높여주었다. 수 십개의 브랜드가 수 많은 형식으로 약국 선반에 출시되어 있다.
오늘날 다이하이드록시아세톤은 많은 선리스 태닝 스킨 케어 제품의 주성분이다. 로션 제조사들은 검은색 호두 껍질과 같은 천연 색소를 대체하는 용도로 다이하이드록시아세톤을 다양한 선리스 태닝 제품에 사용한다. 다이하이드록시아세톤은 단독으로 사용되거나 에리트룰로스와 같은 다른 태닝 성분과 함께 사용될 수 있다. 다이하이드록시아세톤은 가장 효과적인 선프리 태닝 첨가제로 여겨지고 있다.
선리스 태닝 제품들은 1%~20%의 농도로 다이하이드록시아세톤을 함유하고 있다. 대부분의 약국 제품들은 3%~5%, 전문 제품들은 5%~20%까지 다양하다. 백분율은 밝은색에서 어두운색까지 제품의 착색 수준과 일치한다. 더 밝은색의 제품은 초보자에게 보다 적합하지만, 원하는 색상을 내기 위해 여러 번 발라야 할 수도 있다. 더 진한색의 제품은 한 번 바를 때 진한색을 내지만, 얼룩이 생기거나 색조가 옅어지기 쉽다. 인공적인 탠은 피부 표면에 나타나기 시작하는데 2~4시간이 걸리고, 배합 유형에 따라 24~72시간 동안 효과가 지속된다.
착색 효과가 나타나면, 탠은 땀을 흘리거나 비누 또는 물로 씻어도 지워지지 않는다. 효과는 3~10일에 걸쳐서 서서히 사라진다. 각질 제거, 장시간 물에 노출 또는 심한 땀흘리기는 선탠을 밝게 할 수 있다(죽은 피부 세포는 선리스 텐의 착색된 부분이다).
현재 선리스 탠 제품은 스프레이, 젤, 무스, 화장용 물티슈로 제형화된다. 전문 응용 제품으로는 스프레이 태닝 부스, 에어브러시 탠, 핸드 로션, 젤, 무스, 티슈 등이 있다.

### 다이하이드록시아세톤의 안전성
2007년 베를린의 게마트리아 시험 연구소의 카틴카 융(Katinka Jung)이 주도한 연구에 따르면 셀프 태너(고농도의 다이하이드록시아세톤을 포함, ~5%)가 적용된 후 24시간 동안 피부는 햇빛으로부터 자유라디칼 손상을 받기 쉽다. 연구진이 피부 샘플을 다량의 다이하이드록시아세톤으로 처리한지 40분만에 처리하지 않은 피부에 비해 태양에 노출되는 동안 형성된 자유라디칼이 180% 이상 형성된다는 것을 발견했다. 또 다른 셀프 태너의 구성 성분인 에리트룰로스는 고농도에서 비슷한 반응을 나타냈다. 셀프 태너를 바른 후 하루 동안 과도한 태양 광선에 노출은 피하고 야외에서 자외선 차단제를 발라야 한다. 또한 항산화 크림은 자유라디칼의 생성을 최소화 할 수 있다. 일부 셀프 태너에는 자외선 차단제가 포함되어 있지만, 바른 후에 효과가 오래 지속되지 않으며 태닝 제품 자체가 피부를 자외선으로부터 보호하지 못한다.
정(Jung) 등의 연구는 다이메틸아이소소바이드(dimethylisosorbide)와 배합된 다이하이드록시아세톤이 선탠 과정을 향상시킨다는 것을 입증하는 이전의 결과를 확인했다. 또한 이러한 초기 연구는 다이하이드록시아세톤이 아미노산과 핵산에 영향을 미치기 때문에 피부에 좋지 않다는 사실도 밝혀냈다.
자유라디칼은 부분적으로 다이하이드록시아세톤과 피부의 반응 결과로 아마도리 생성물(Amadori products)과 같은 최종 당화 산물(advanced glycation end-products)에 자외선이 작용하기 때문에 발생한다. 최종당화산물은 비슷한 당화(glycation)이 일어나는 당뇨병의 고혈당에서 발생하는 피부 손상과 관련있다. 최종당화산물에 의한 손상 중 일부는 자외선의 영향을 받지 않는다. 어떤 연구에 따르면 단백질의 당화는 자유라디칼의 생성 속도를 거의 50배 증가시킨다.
일부 셀프 태닝 제품은 자외선 차단제를 함유하고 있지만, 그 효과는 선탠만큼 오래 지속되지 않는다. 선리스 탠 제품은 피부에 바르면 자외선 차단(SPF 3까지)이 가능하지만, 차단 수준이 낮기 때문에 추가적인 보호제가 추가되어야 한다. 제품에 명시된 SPF는 셀프 태너를 바른 후 몇 시간 동안만 적용될 수 있다. 피부가 어둡게 착색됨에도 불구하고, 해로운 자외선의 영향을 받기 쉽기 때문에, 전반적인 태양광에 대한 보호가 여전히 필요하다. 다이하이드록시아세톤으로 치료한 피부에서 비타민 D의 생성을 일부 억제할 수도 있다.
접촉성 피부염이 가끔씩 보고되고, 최근의 연구에 따르면 다이하이드록시아세톤이 맥시칸 헤어리스 도그에서 심한 접촉성 피부염을 일으키는 것으로 나타났다.
미국 피부암재단, 미국 피부과학회, 캐나다 피부과학회, 미국의학협회는 다이하이드록시아세톤 기반의 선리스 태닝을 일광욕에 대한 안전한 대안으로 추천했다.
다이하이드록시아세톤을 태닝 부스에서 올 오버 스프레이로 사용하는 것은 FDA의 승인을 받지 못했다. 왜냐하면 이러한 사용을 뒷받침하기 위한 안전성에 대한 데이터가 검토 및 평가를 위해 기관에 제출되지 않았기 때문이다. 미국 식품의약국의 2012년 6월 보고서에 따르면 스프레이 내부에 있는 다이하이드록시아세톤은 흡입시 잠재적으로 위험하다. 다이하이드록시아세톤이 일부 흡입되면 세포에 손상을 일으킬 수 있고, 의사들에 따르면 암을 유발할 수 있다.
다이하이드록시아세톤을 스프레이 선탠에 사용하기로 결정한 유럽 위원회의 소비자 안전 과학위원회(European Commission's Scientific Committee on Consumer Safety)는 위험성을 제기하지 않았으며, 전문가들에 의해 심하게 비판을 받아왔다. 이것은 유럽의 화장품 산업이 자체 위원회에 따라 검토할 증거를 선택했기 때문이다. 따라서, 위원회의 최종 견해가 언급된 거의 모든 보고서는 출판되자 않았거나 동료 심사를 거치지 않은 연구로부터 나온 것이며, 대다수의 경우 다이하이드록시아세톤의 제조와 관련된 회사 또는 산업 그룹에 의해 수행된 것이다. 관련 업계는 잠재적인 돌연변이 유발 물질인 다이하이드록시아세톤을 밝힌 공개된 과학 저널에 발표된 동료 평가 연구의 거의 모든 것을 생략했다. 《돌연변이 연구(Mutation Research)》에 발표된 덴마크 코펜하겐에 있는 비스페베르그 병원 피부과의 연구에 따르면 다이하이드록시아세톤은 배양된 세포에서 DNA 손상, 세포 주기 차단 및 세포자살을 유도한다고 결론지었다.
ABC 뉴스에 발표된 보고서에서 미국 식품의약국의 과학자들은 다이하이드록시아세톤이 피부 바깥의 죽은 세포층에서 멈추지 않는다고 결론지었다. 그들은 "피부에 남아있는 다이하이드록시아세톤의 운명은 중요한 쟁점이다"고 언급했다. 연구팀은 다이하이드록시아세톤이 피부의 살아있는 층에 실제로 존재한다는 결과를 발표했다. 그들은 "피부에 바른 다이하이드록시아세톤의 약 11%가 흡수되어 살아있는 표피와 진피에 남아있게 된다"라고 결론내렸다. 미국 펜실베니아 대학교의 페렐만 의대의 독성학자 및 폐 전문가인 레이 파네티에리(Rey Panettieri) 박사는 "걱정이 되는 이유는 태닝 물질들을 폐에 침착시키는 것이 온몸으로 흡수되는 것을 촉진하거나 도움을 줄 수 있다는 것이다. 일부 세포에서 이러한 화합물은 실제로 암이나 악성 종양으로의 발전을 촉진할 수 있다. 그렇다면 우리는 이들 화합물을 조심해야 한다" 라고 언급했다.

## 같이 보기
- 글리세르알데하이드